# Clinton Presidential Center

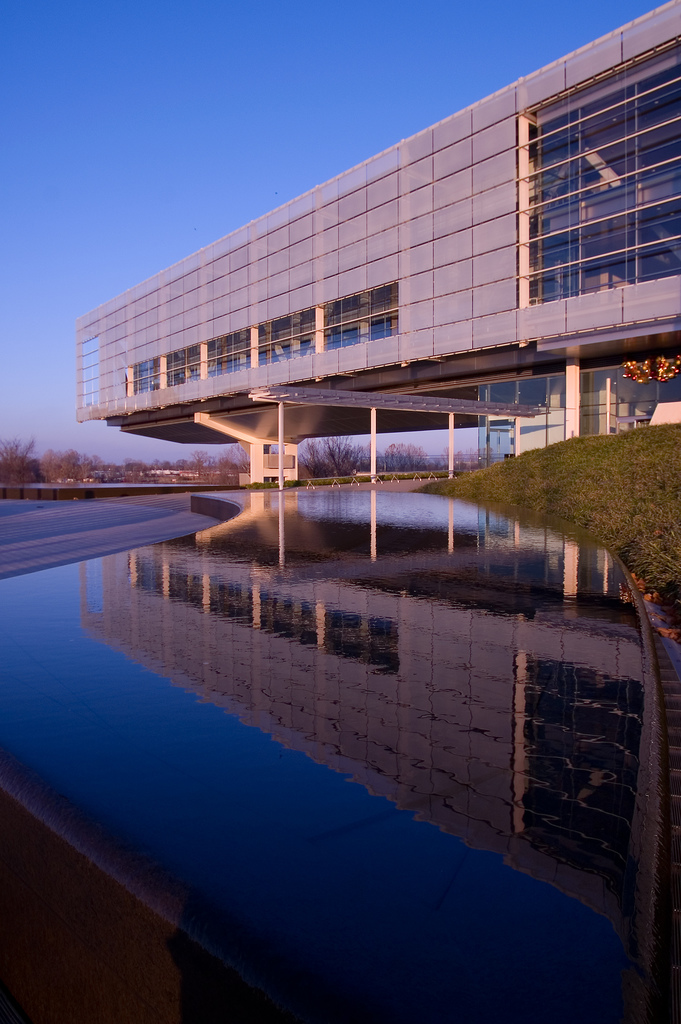
Clinton Presidential Center

Het Clinton Presidential Center is de presidentiële bibliotheek van de 42ste president van de Verenigde Staten van Amerika, Bill Clinton.
Het centrum is gebouwd in de plaats Little Rock in Arkansas, aan de oever van de rivier de Arkansas, en herbergt zowel de archieven van Clinton als het Clinton Museum. Bovendien doet het dienst als kantoor voor de Clinton Foundation, een stichting die zich bezighoudt met ontwikkelingsvraagstukken, met name ook met de bestrijding van aids in ontwikkelingslanden. Het gebouw is een ontwerp van het architectenbureau Polshek Partnership nu Ennead Architects.